# براندون داربي
براندون داربي (بالإنجليزية: Brandon Darby)‏ هو صحفي أمريكي، ولد في 2 نوفمبر 1976 في باسادينا في الولايات المتحدة.